# Менелай Агид
Вижте пояснителната страница за други личности с името Менелай.
Менелай (на старогръцки: Μενέλαος, Menelaos) е в гръцката митология седмият цар на Спарта от династията Агиди през ок. 929 – 885 пр.н.е.
Той е последван от Архелай.
Менелай е споменат само в Excerpta Latina Barbari, където се казва, че е управлявал 44 години. Понеже той не е споменат от Херодот и Павзаний, неговото съществуване е съмнително.